# Piccata de pollo

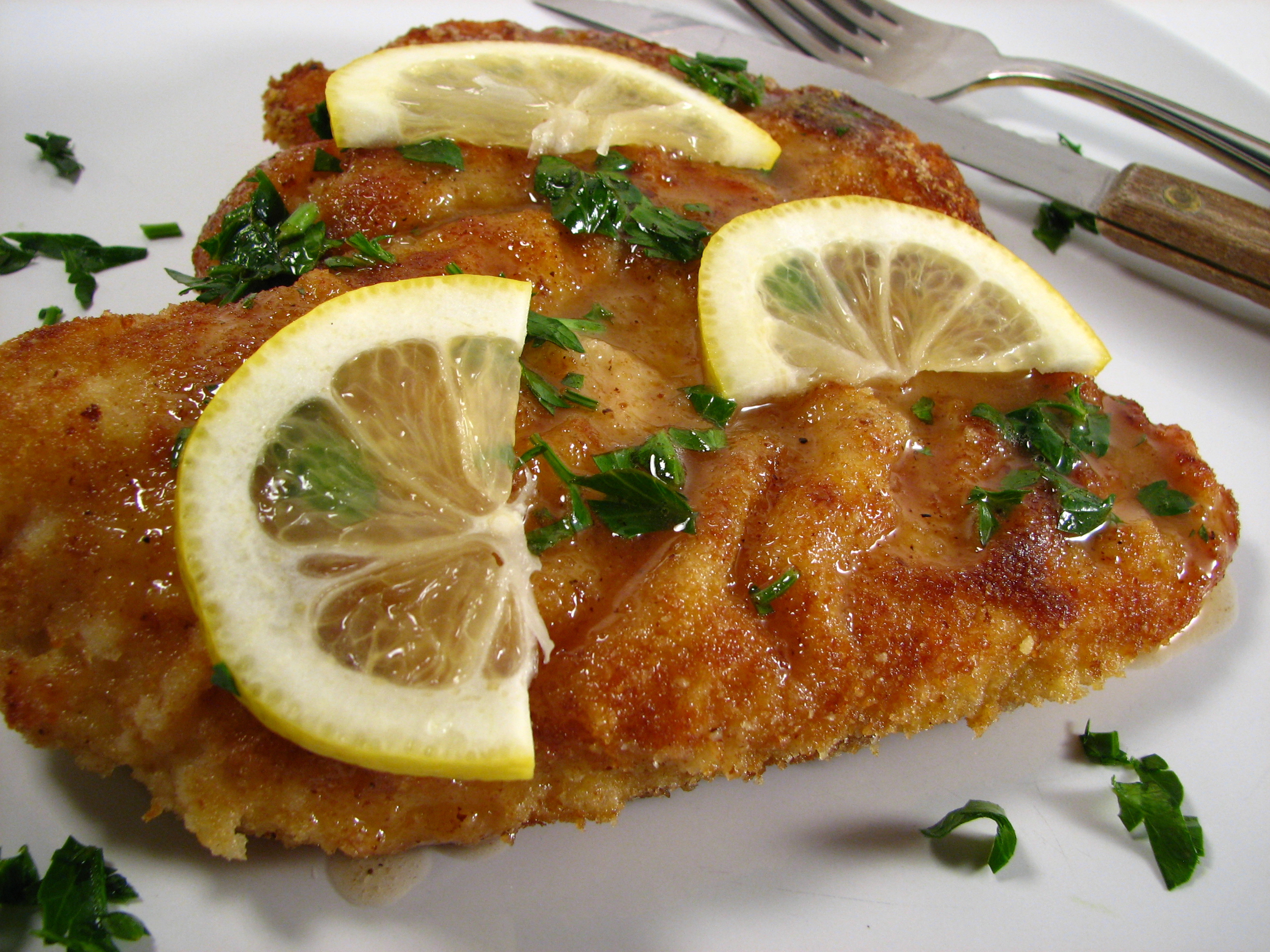
Piccata de pollo.

La piccata de pollo es un plato hecho con escalopines (filetes) de pechuga de pollo, alcaparra, limón y vino blanco. El término piccata se emplea también para un plato italiano tradicionalmente hecho con ternera.
La pechuga de pollo destinada a preparar piccata suele cortarse a lo largo y aplanarse con un ablandador o dos trozos de papel encerado. Entonces se condimenta y enharina antes de dorarse por ambos lados en mantequilla o aceite de oliva. Se añade vino blanco a la sartén y se reduce la salsa. Pueden añadirse chalotas o ajo con las alcaparras y los trozos de limón. Cuando está reducida, la mantequilla se remueve para terminar la salsa. Suele servirse con pasta, polenta o arroz.